# 青柳悦子
青柳 悦子（あおやぎ えつこ、1958年 - ）は、日本の仏文学者。筑波大学人文社会系教授。専門は文学理論。
渋沢・クローデル賞特別賞受賞。

## 人物・経歴
東京都生まれ。1981年筑波大学比較文化学類卒業。1987年筑波大学大学院文芸・言語研究科博士課程単位取得退学、筑波大学文芸・言語学系助手。1991年から1993年まで社会科学高等研究院に留学し、DEAを取得。
1992年日本学術振興会特別研究員。1993年筑波大学現代語・現代文化学系講師。1998年渋沢・クローデル賞特別賞受賞。1999年筑波大学現代語現代文化学系助教授。2004年筑波大学人文社会科学研究科文芸・言語専攻助教授。
2007年筑波大学人文社会科学研究科准教授、博士（文学）。2008年筑波大学人文社会科学研究科教授。2014年筑波大学人文社会系教授。

## 著作

### 著書
- 『文学理論のプラクティス - 物語・アイデンティティ・越境』（土田知則共著、新曜社） 2001年
- 『デリダで読む『千夜一夜』：文学と範例性』（新曜社） 2009年

### 翻訳
- 『物語の詩学：続・物語のディスクール』（ジェラール・ジュネット著、和泉涼一共訳、水声社） 1985年
- 『言葉の国のアリス : あなたにもわかる言語学』（マリナ・ヤゲーロ著、夏目書房） 1997年
- 『見えない流れ』（エムナ・ベルハージ・ヤヒヤ著、彩流社） 2011年
- 『青の魔法』（エムナ・ベルハージ・ヤヒヤ著、彩流社） 2015年
- 『貧者の息子 - カビリーの教師メンラド』（ムールード・フェラウン著、水声社） 2016年
- 『バンド・デシネ 異邦人』（ジャック・フェランデズ作・絵、アルベール・カミュ原作、彩流社） 2018年
- 『バンド・デシネ 客』（ジャック・フェランデズ作・絵、アルベール・カミュ原作、彩流社） 2019年
- 『バンド・デシネ 最初の人間』（ジャック・フェランデズ作・絵、アルベール・カミュ原作、彩流社） 2019年
- 『ドイツ人の村 : シラー兄弟の日記』（ブアレム・サンサール著、水声社） 2020年